# Автономные города Испании
Автоно́мные города́ в Испа́нии (исп. Las ciudades autónomas de España) — особый статус, который правительство Испании предоставило городам Сеута и Мелилья в 1995 году. Статус автономного города в Испании подразумевает бо́льшую степень самоуправления по сравнению с муниципалитетом (муниципием), но меньшую чем у автономного региона. При этом, согласно пятому переходному положению конституции Испании 1978 года, власти обоих городов сохраняют за собой право в любой момент поднять свой статус вплоть до уровня автономного региона. Особый статус городов объясняется тем что они являются стратегически важными (в торговом и военном отношении) эксклавами Испании (а также Евросоюза) на территории африканского континента. Их принадлежность Испании также оспаривается Марокко. При этом, в результате массовой иммиграции мусульман в города с конца 1880-х годов, мусульмане составляют 37,8 % населения Сеуты и 39,8 % населения Мелильи (2005). Местные партии, выражающие интересы мусульманского населения, получают всё большее количество голосов на выборах. При этом из-за их более высокой рождаемости в ближайшие 20 лет оба автономных города станут первыми преимущественно мусульманскими городами Испании со времён окончания Реконкисты. Несмотря на свой автономный статус, в плане судопроизводства оба города продолжают подчиняться регионам континентальной Испании.